# 榛原站

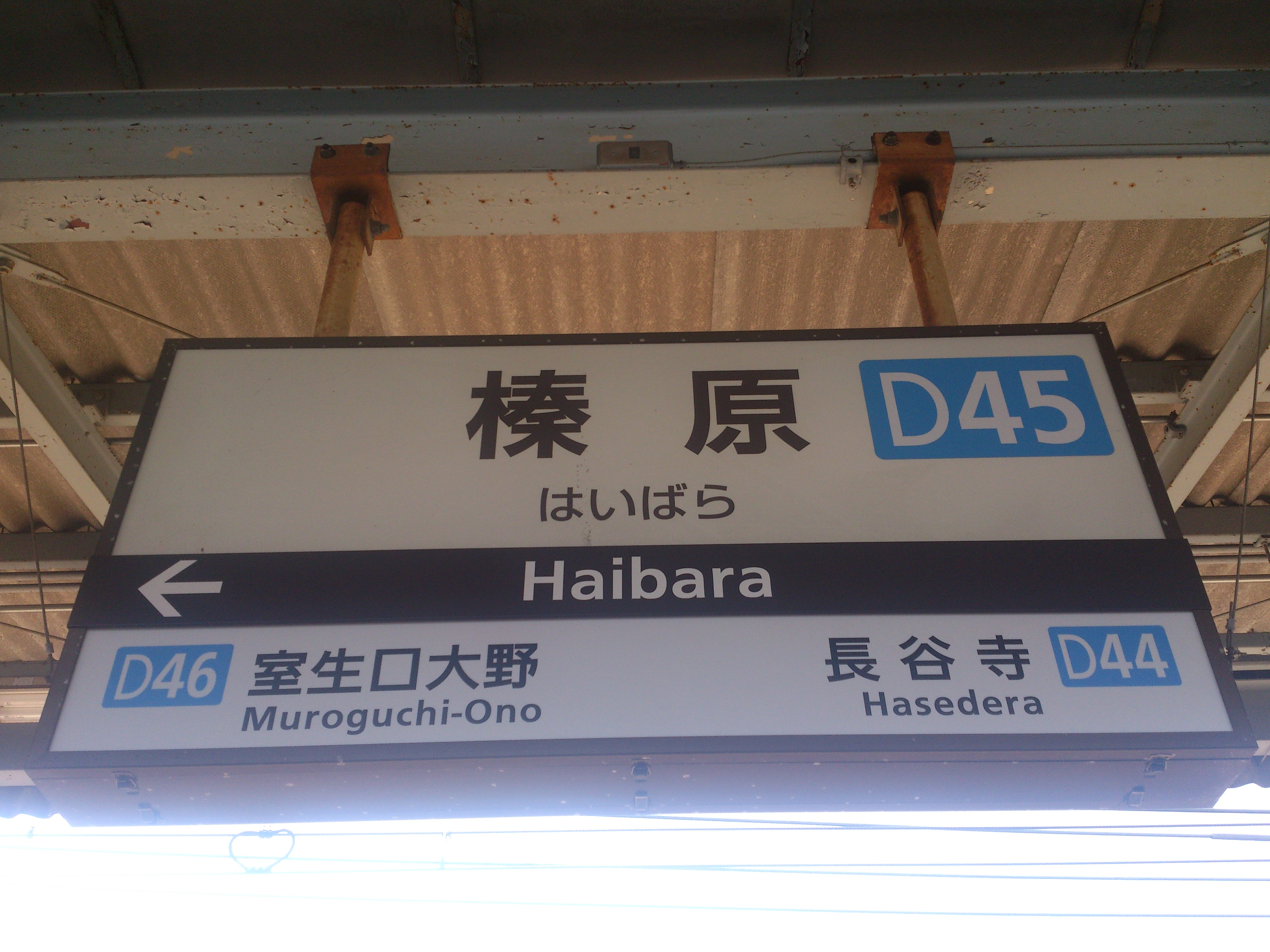
榛原站在2015年引入車站編號後的車站牌。

榛原站（日语：／ Haibara eki */?）是位於奈良縣宇陀市榛原萩原，近畿日本鐵道（近鐵）的大阪線車站。車站編號為「D45」。為宇陀市的代表站。

## 歷史
- 1930年（昭和5年）
  - 2月21日 - 參宮急行電鐵長谷寺至此站之間開通，此站啟用[1]。
  - 10月10日 - 此站至伊賀神戶站之間開業[1]。
- 1941年（昭和16年）3月15日 -大阪電氣軌道與参宮急行電鐵合併，關西急行鐵道成立[1]。
- 1944年（昭和19年）6月1日 - 關西急行鐵道與南海鐵道（為南海電氣鐵道的前身）合併，成為近畿日本鐵道的車站[1]。
- 1945年（昭和20年）7月24日 - 美軍空襲此站（奈良空襲）。
- 1967年（昭和42年）12月20日 - 設定為急行（現時為快速急行）停車站。
- 2003年（平成15年）3月6日 - 設定為特急停車站。阪伊乙特急和京伊特急部分班次停此站。
- 2007年（平成19年）4月1日 - 車站可以使用PiTaPa[2]。

## 車站構造

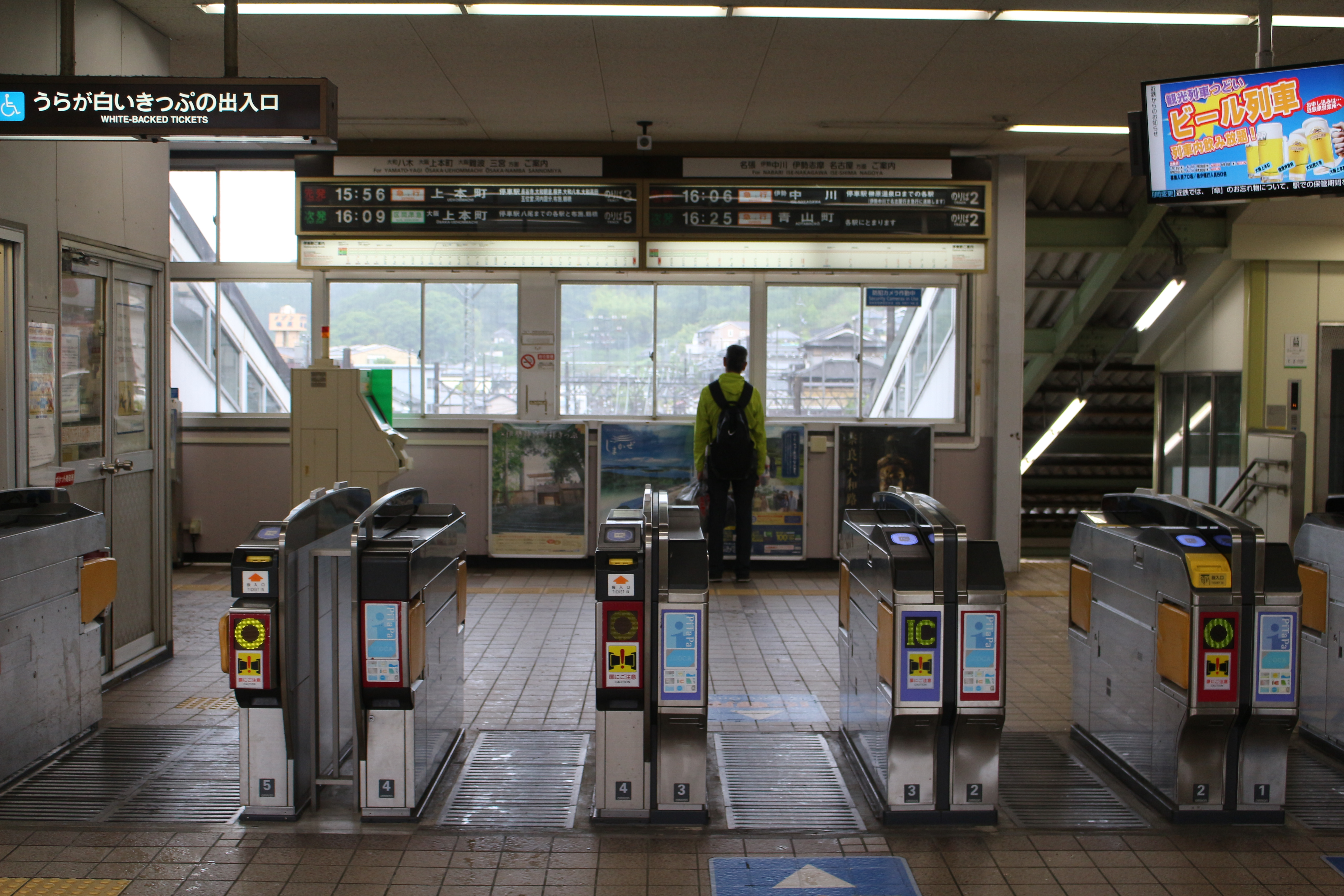
閘口（2018年）

車站為設有跨站式站房的地面車站，設有2面4線的島式月台（1至4號月台），以及1面1線的單式月台（5號月台），共有3面5線的混合式月台。設有1個閘口及於南面和北口設有2個出入口，兩邊出入口設有巴士及的士站。但是，北出口延遲了城市化發展，在近年才開始開發，開設了新的巴士總站。大部分巴士路線都在南出口。在北出口方面，只有巴士路線前往針交匯處方向。

### 月台
從北邊起，月台以5→1→2→3→4號排列。1-4號月台可容納10卡車廂，5號月台可容納6卡車廂。
| 月台 | 路線   | 上下行 | 方向                                                                    | 備註                   |
| ---- | ------ | ------ | ----------------------------------------------------------------------- | ---------------------- |
| 5    | 大阪線 | 上行   | 櫻井、大和八木、大阪上本町方向                                          | 此站為起點站的列車使用 |
| 1・2 | 大阪線 | 下行   | 名張、伊勢中川方向 伊勢志摩方向 名古屋方向                              |                        |
| 3・4 | 大阪線 | 上行   | 櫻井、大和八木、大阪上本町方面 大阪難波、神戶三宮方向 奈良方向 京都方向 |                        |

- 內側2線（2、3號月台）為主線、外側2線（1、4號月台）為待避線。5號月台為折返至名張方向的專用線。

## 特徴

### 停站列車
- 快速急行以下的所有一般列車，以及部分特急列車停此站[3]。停此站的阪伊乙特急與大和高田站一體化，所有停此站的班次均停大和高田站和伊賀神戶站[3]。
  - 阪伊乙特急來往大阪難波站的所有列車[3]，以及在早上8時至下午8時以後前往大阪上本町的特急均停此站[3]。平日早上設有1班京伊特急班次（從名張站前往京都站）停此站[3]。
  - 停此站的阪伊乙特急班次不會停布施站[3]。
  - 在2003年3月6日時間表修正時，開始設定為特急停車站。當初，設有京伊特急與阪伊乙特急的串聯班次，共有5往返班次停站站（所有單獨運輸的列車班次通過此站），在2012年3月20日時間表修正後，阪伊乙特急的串班次廢止，京伊特急所有列車於此站通過，在2018年3月17日時間表修正，京伊特急設有1班列車開始停此站。
- 部分快速急行列車、急行列車於此站待避特急列車，當中可與乙特急和急行系列車運行緩急接駁[3]。
- 在準急以下的列車中，設有以站為起點或終點站。在平日與星期六、日及假期的運行形態有不同[3]。
  - 大阪方向中，準急、區間準急、普通列車部分班次在此站折返[3]。在日間，設有毎小時1班區間準急列車到達此終點站，隨後折返，執行普通列車（星期六、日及假期為區間準急班次）班次。在早上和黃昏後，設有毎小時1至2班列車在此站折返[3]。在平日早上設有1班在此站為起點站的普通列車前往高安[3]。
  - 名張方向中，並沒有在此站折返的列車，但是在早上於有1班在此站為起點站的普通列車前往名張[3]。

### 設備、營業上
- 此站設有站長，管理大和朝倉站至三本松站之間各站[4]。此外，車站設有站長室與營業所[5]。
- 車站設有櫃臺售賣特急票及定期票[5]，也設有特急票專用自動售票機。
- 車站設有可使用PiTaPa、ICOCA的自動閘機（日语：自動改札機）和自動補票機（日语：自動精算機）（可支援回數（日语：回数乗車券）卡及IC卡）。在閘口前設有IC卡增值機（可接受一千日圓以上貨幣）。

## 在此站上下車人次
以下列出近年來1日中上下車人次：
- 2018年11月13日：8,833人
- 2015年11月10日：9,900人
- 2012年11月13日：10,555人
- 2010年11月9日：11,265人
- 2008年11月18日：12,333人
- 2005年11月8日：12,997人

## 使用狀況
- 以下會列出榛原站的使用狀況變遷[7][8]。
  - 一年乘車人次以人作單位。更適合用於比較年度數據。
  - 上下車人次調査結果是在任意1日記錄，以人作單位。但需注意，由於在調査日的天氣、活動等原因，使數字變動會比一年乘車人次為大。
  - 當中，最高値會使用紅色，在最高値記錄年度以後的最低値使用青色、在最高値記錄年度以前的最低値使用綠色作標記。

| 年度使用狀況（榛原站） | 年度使用狀況（榛原站） | 年度使用狀況（榛原站） | 年度使用狀況（榛原站） | 年度使用狀況（榛原站） | 年度使用狀況（榛原站）    | 年度使用狀況（榛原站）    | 年度使用狀況（榛原站） |
| 年 度                  | 一年乘車人次：人／年度 | 一年乘車人次：人／年度 | 一年乘車人次：人／年度 | 一年乘車人次：人／年度 | 上下車人次調査結果 人／日 | 上下車人次調査結果 人／日 | 特別事項               |
| ---------------------- | ---------------------- | ---------------------- | ---------------------- | ---------------------- | ------------------------- | ------------------------- | ---------------------- |
| 年 度                  | 通勤定期乘客           | 上學定期乘客           | 其他乘客               | 合計                   | 調査日                    | 調査結果                  | 特別事項               |
| 1982年（昭和57年）     |                        | ←←←←                   |                        |                        | 11月16日                  | 14,475                    |                        |
| 1983年（昭和58年）     |                        | ←←←←                   |                        |                        | 11月8日                   | 14,942                    |                        |
| 1984年（昭和59年）     |                        | ←←←←                   |                        |                        | 11月6日                   | 14,150                    |                        |
| 1985年（昭和60年）     |                        | ←←←←                   |                        |                        | 11月12日                  | 14,191                    |                        |
| 1986年（昭和61年）     |                        | ←←←←                   |                        |                        | 11月11日                  | 14,542                    |                        |
| 1987年（昭和62年）     |                        | ←←←←                   |                        |                        | 11月10日                  | 14,926                    |                        |
| 1988年（昭和63年）     |                        | ←←←←                   |                        |                        | 11月8日                   | 14,995                    |                        |
| 1989年（平成元年）     |                        | ←←←←                   |                        |                        | 11月14日                  | 16,145                    |                        |
| 1990年（平成2年）      |                        | ←←←←                   |                        |                        | 11月6日                   | 16,297                    |                        |
| 1991年（平成3年）      |                        | ←←←←                   |                        |                        |                           |                           |                        |
| 1992年（平成4年）      |                        | ←←←←                   |                        |                        | 11月10日                  | 16,581                    |                        |
| 1993年（平成5年）      |                        | ←←←←                   |                        |                        |                           |                           |                        |
| 1994年（平成6年）      |                        | ←←←←                   |                        |                        |                           |                           |                        |
| 1995年（平成7年）      |                        | ←←←←                   |                        |                        | 12月5日                   | 16,024                    |                        |
| 1996年（平成8年）      |                        | ←←←←                   |                        |                        |                           |                           |                        |
| 1997年（平成9年）      |                        | ←←←←                   |                        |                        |                           |                           |                        |
| 1998年（平成10年）     |                        | ←←←←                   |                        |                        |                           |                           |                        |
| 1999年（平成11年）     |                        | ←←←←                   |                        |                        |                           |                           |                        |
| 2000年（平成12年）     |                        | ←←←←                   |                        |                        |                           |                           |                        |
| 2001年（平成13年）     |                        | ←←←←                   |                        |                        |                           |                           |                        |
| 2002年（平成14年）     |                        | ←←←←                   |                        |                        |                           |                           |                        |
| 2003年（平成15年）     |                        | ←←←←                   |                        |                        |                           |                           |                        |
| 2004年（平成16年）     |                        | ←←←←                   |                        |                        |                           |                           |                        |
| 2005年（平成17年）     | 1,898,880              | ←←←←                   | 666,413                | 2,565,293              | 11月8日                   | 12,997                    |                        |
| 2006年（平成18年）     |                        | ←←←←                   |                        |                        |                           |                           |                        |
| 2007年（平成19年）     |                        | ←←←←                   |                        |                        |                           |                           |                        |
| 2008年（平成20年）     |                        | ←←←←                   |                        |                        | 11月18日                  | 12,333                    |                        |
| 2009年（平成21年）     |                        | ←←←←                   |                        |                        |                           |                           |                        |
| 2010年（平成22年）     |                        | ←←←←                   |                        |                        | 11月9日                   | 11,265                    |                        |
| 2011年（平成23年）     |                        | ←←←←                   |                        |                        |                           |                           |                        |
| 2012年（平成24年）     |                        | ←←←←                   |                        |                        | 11月13日                  | 10,555                    |                        |

## 車站周邊
周邊都是睡房社區，當地居民多為前往大阪方向上班。
- 宇陀市政廳
- 宇陀市榛原綜合中心、宇陀市立中央圖書館
- 宇陀市立醫院（日语：宇陀市立病院）
- 宇陀市平成榛原兒童之森公園
- 榛原新町郵局
- 奈良縣消防學校
- 奈良縣立榛生昇陽高等學校（日语：奈良県立榛生昇陽高等学校）
- 大和榛原郵局（日语：大和榛原郵便局）(設有Yuu Yuu櫃臺，在假日時可使用自動櫃員機)
- 南都銀行（日语：南都銀行）榛原分店
- 大和信用金庫（日语：大和信用金庫）榛原分店
- 里索那銀行榛原出張所
- Sunk City（日语：オークワ）- OKUWA的核心購物中心
- 高萩台住宅區
- 榛見丘住宅區
- 茜草台住宅區

### 巴士路線
奈良交通
- 北出口1號月台
  - 24 山邊高校（日语：奈良県立山辺高等学校）（在上學日運行）
- 北出口2號月台
  - 23 針交匯處

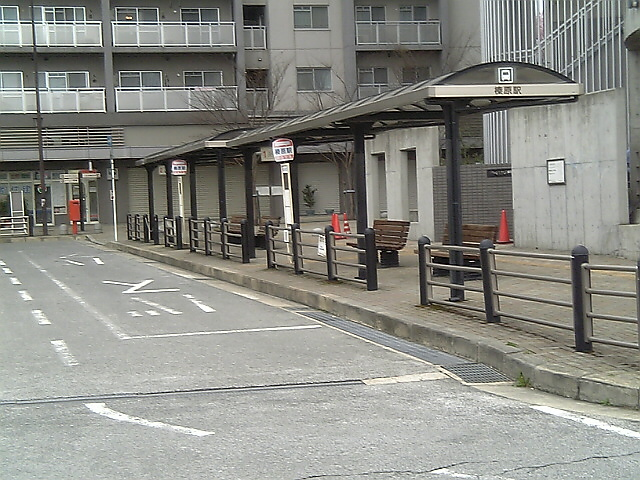
北出口巴士站

    - 設有非常少班次經針交匯處前往天理、山添方向，但是可透過乘坐奈良市社區巴士（奈良都祁線替代路線）前往下水間，再轉乘前往奈良站。

  - 52 與喜浦（在星期六早上只有單向1班從榛原站出發）
- 1號月台（南出口）
  - 2、20 天滿台東三丁目
- 2號月台（南出口）
  - 1・2 大宇陀（部分班次）
- 3號月台（南出口）
  - 1・2 大宇陀
- 4號月台（南出口）
  - 10 菟田野
  - 15 東吉野村政廳（經菟田野、鷲家）

宇陀市營有償巴士
- 榛原大野線　經宇陀市政廳/室生口大野站前往室生地域事務所（1日設有5班，星期六及假日暫停服務）

宇陀地域提攜社區巴士線（奥宇陀Waku Waku巴士）（南出口）
- 曾爾村政廳前

此外，奈良交通巴士於1月、2月的星期六及假日，於南出口設有霜巴士臨時直行班次前往高見登山道、Mitsue青少年旅行村）。

## 相鄰車站
近畿日本鐵道
 大阪線
- □部分特急停車站

■快速急行
櫻井（D42）－榛原（D45）－室生口大野（D46）
■急行、■準急、■區間準急、■普通
長谷寺（D44）－榛原（D45）－室生口大野（D46）

## 外部連結
- 榛原 - 近畿日本鐵道
- 奈良交通集團官方網站「時間、車費資訊」 （页面存档备份，存于）（日語）
- 宇陀市政廳官方網站 （页面存档备份，存于）（日語）